# 法務省設置法
法務省設置法（ほうむしょうせっちほう、平成11年7月16日法律第93号）は、法務省の設置ならびに任務および所掌事務を定め所掌する行政事務を遂行するために必要な組織に関する日本の法律である。
法務省を設置する根拠となる法律である。法務省の長は法務大臣と定めている。

## 構成
- 第1章 総則（第1条）
- 第2章 法務省の設置並びに任務及び所掌事務
  - 第1節 法務省の設置（第2条）
  - 第2節 法務省の任務及び所掌事務（第3条・第4条）
- 第3章 本省に置かれる機関
  - 第1節 審議会等（第5条-第7条の2）
  - 第2節 施設等機関（第8条-第13条）
  - 第3節 特別の機関（第14条）
  - 第4節 地方支分部局（第15条-第25条）
- 第4章 外局
  - 第1節 設置（第26条）
  - 第2節 出入国在留管理庁（第27-第33条）
  - 第3節 公安審査委員会（第34条）
  - 第4節 公安調査庁（第35条）
- 附則

## 沿革
- 1999年（平成11年）7月16日、法務省設置法（平成11年法律第93号）が公布。中央省庁等改革関係法施行法第2条により、2001年（平成13年）1月6日施行。同日実施の中央省庁再編にあたり、（旧）法務省設置法（昭和22年法律第193号）は、中央省庁等改革のための国の行政組織関係法律の整備等に関する法律（平成11年法律第102号）第4条柱書及び第2号により廃止された。